# الشركة الوطنية لاستكشاف المطارات والملاحة الجوية
الشركة الوطنية للملاحة الجوية - شركة عامة - (إينانا) هي شركة مملوكة للقطاع العام تدير المطارات في أنجولا وتتحكم في الحركة الجوية المدنية في أنجولا. تم إنشاء الشركة بموجب المرسوم رقم 14 الصادر في 13 فبراير 1980، والذي يفصل العمليات اليومية عن المديرية الوطنية للطيران المدني داخل وزارة النقل. إينانا هي شركة عامة التابعة لوزارة النقل. 
تم إنشاء سلف شركة إينانا في 11 مايو 1955، من قبل الإدارة الاستعمارية البرتغالية في أنجولا .

## أنظر أيضاً
- قائمة المطارات في أنغولا

## روابط خارجية
- موقع ENANA نسخة محفوظة 2017-08-14 على موقع واي باك مشين.